# غرينليف ويتتير بيكارد
غرينليف ويتتير بيكارد (بالإنجليزية: Greenleaf Whittier Pickard)‏ هو مخترع أمريكي عاش في الفترة ما بين سنتي 1877 و1956.
ساهم أعمال بيكارد في تطوير المكشاف البلوري؛ وفي تصميم أول عنصر شبه موصل مصنوع من السيليكون.